# Makunudhoo (Maamakunudhoo-Atoll)
Makunudhoo, auch Maamakunudhoo genannt, ist die Hauptinsel des Maamakunudhoo-Atolls, dem westlichsten Atoll des Inselstaats Malediven in der Lakkadivensee (Indischer Ozean).

## Geographie
Die dicht besiedelte Insel liegt auf dem nordöstlichen Riffkranz des Atolls und hatte 2014 rund 1200 Einwohner. 

## Verwaltung
Makunudhoo gehört zum maledivischen Verwaltungsatoll Thiladhunmathi Dhekunuburi, mit der Thaana-Kurzbezeichnung ހދ (Haa Dhaalu), zu welchem neben dem Maamakunudhoo-Atoll noch der gesamte Nordteil des östlich angrenzenden Thiladhunmathi-Miladummadulhu-Atolls zählt.